# Agustín de Almazán
Agustín de Almazán (Madrid, siglo XVI) fue un médico, humanista, escritor y traductor español.
Nació en Madrid, hijo de otro médico, el doctor Almazán, que ejerció como médico personal del emperador Carlos V. Su gran erudición y facilidad para las lenguas le hizo dominar el latín y el griego. Tradujo en cuatro libros La muy moral y graciosa historia del Momo (Momus sive de principe), una sátira menipea compuesta en latín por el italiano Leon Battista Alberti (1404-1472), y la publicó en Alcalá de Henares (1553). En su traducción, Almazán enfatizó el extenso influjo de Luciano de Samosata en Alberti y vinculó su Momo con la fábula mitológica moral para justificar ciertas impiedades del autor en su retrato satírico de los dioses que aparecen en la obra. La obra va precedida de un escrito liminar contra las inmorales fábulas milesias, compuesto por Alejo Venegas de Busto.

## Obras
- Trad. de Leon Battista Alberti, El Momo: la moral [y] muy graciosa historia del Momo, compuesto en latín por León Baptista Alberto Florentin; trasladada en castellano por Augustin de Almaçan, Alcala de Henares, en casa de Ioan de Mey Flandro, 1553 (dos ediciones de ese año en la misma imprenta). Se reimprimió en Madrid, casa del licenciado Castro, 1598.